# Rocha FC
Rocha Fútbol Club is een Uruguayaanse voetbalclub uit Rocha. Het is de enige Uruguayaanse club van buiten de hoofdstad Montevideo die ooit deelnam aan de Copa Libertadores. De club werd opgericht in 1999 na een fusie van veertig clubs uit het departement Rocha.
In 2003 promoveerde Rocha FC naar de hoogste afdeling van het Uruguayaanse profvoetbal, de Primera División. Vier jaar later volgde degradatie naar de tweede divisie, nadat de club in het voorafgaande jaar nog het openingstoernooi (Apertura) in de hoogste afdeling had gewonnen. De club speelt zijn thuiswedstrijden in het Estadio Municipal Doctor Mario Sobrero, dat plaats biedt aan 10.000 toeschouwers.

## Erelijst
- Primera División

2006 [Apertura]
- Segunda División

2003

## Bekende (oud-)spelers
- Juan Ramón Carrasco